# Đồng cỏ chăn thả gia súc

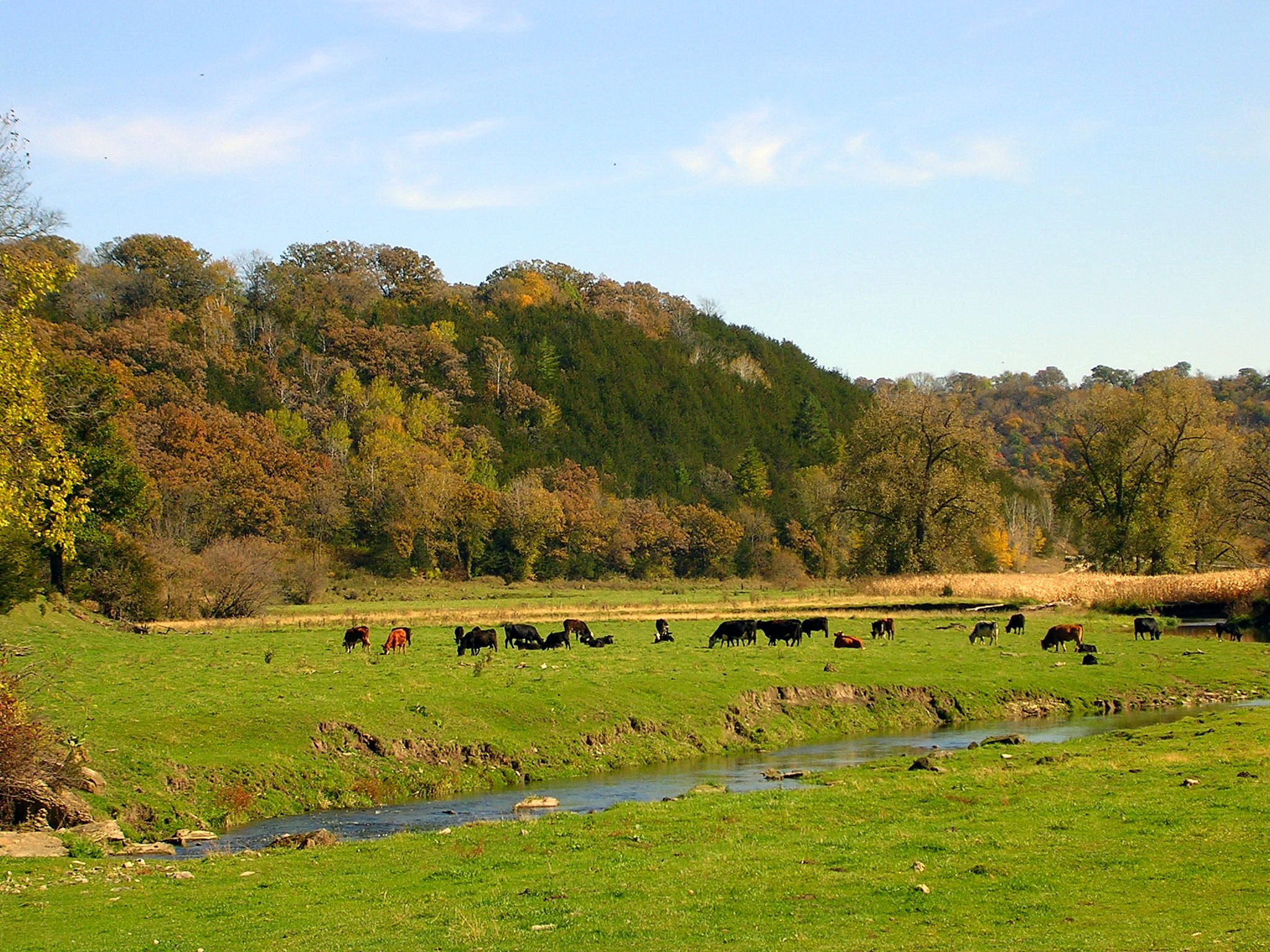
Đồng cỏ chăn thả bò ở Quận Fillmore, Minnesota, Mỹ

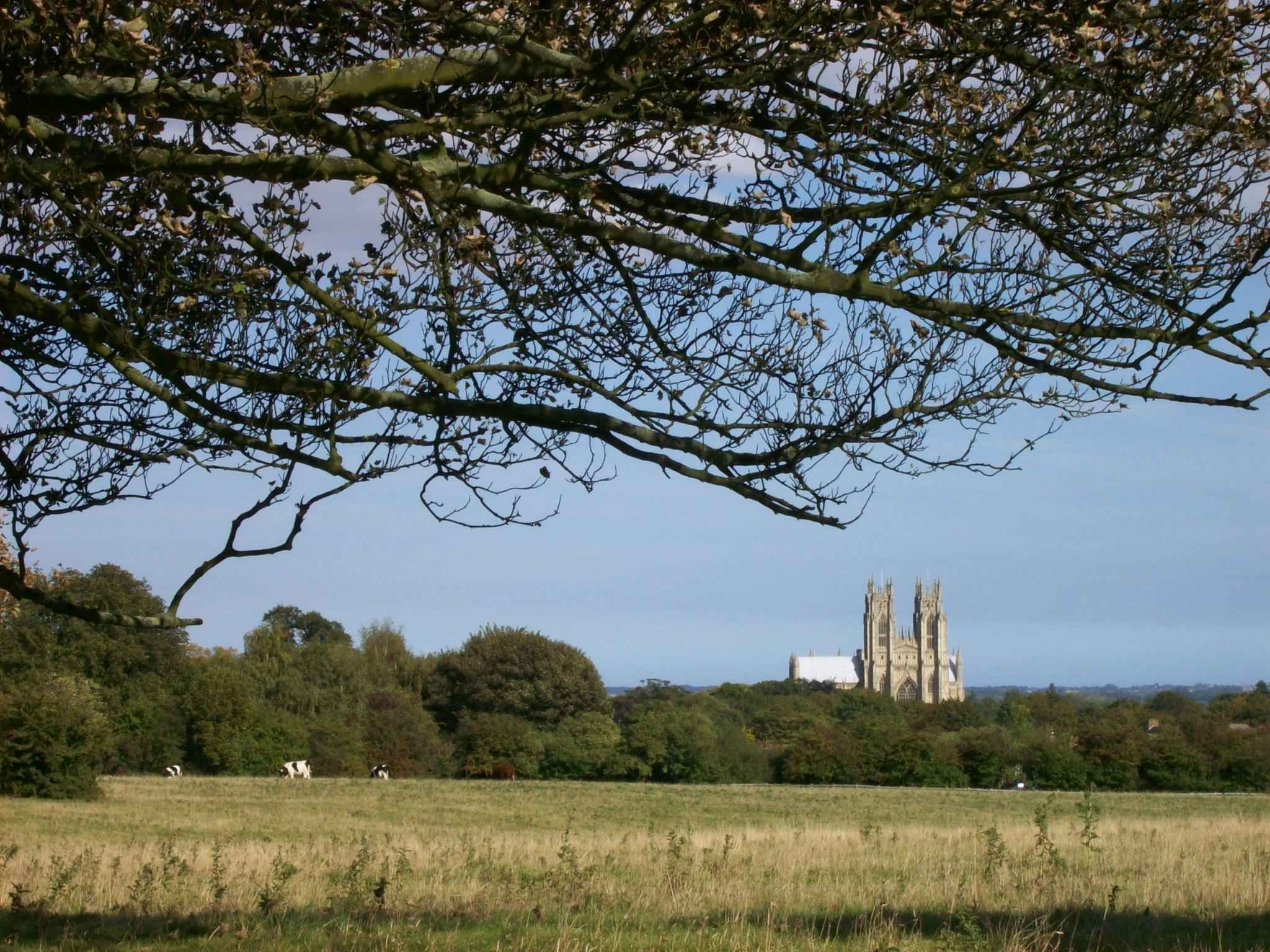
Một cánh đồng chăn thả gia súc ở East Riding of Yorkshire, xứ Anh, Anh Quốc

Đồng cỏ chăn thả gia súc (tiếng Anh: pasture) là một mảnh đất dùng để chăn thả động vật gặm cỏ. Hiểu theo nghĩa hẹp, cánh đồng chăn thả gia súc là khu đất nông nghiệp được bao rào, trong đó con người thả cho các vật nuôi được thuần hóa (gia súc) gặm cỏ, như ngựa, bò nhà, cừu hoặc lợn. Thảm thực vật nơi đây chủ yếu là các loại cỏ,  xen kẽ là các cây họ đậu và những loại cây thân thảo không phải cỏ. Hiểu theo nghĩa rộng hơn, đồng cỏ chăn thả gồm cả các cánh đồng để chăn nuôi mục súc, hoặc những cánh đồng hoang nơi mà các động vật hoang dã tìm đến gặm cỏ hoặc đào bới tìm thức ăn.